# Siège de la Kalâa des Beni Abbès (1559)
Guerre entre régence d'Alger et les Kabyles
Batailles
- Bataille des Issers (1519)
- Prise d'Alger (1520)
- Bataille de la Kalâa des Beni Abbès (1553)
- Bataille de M'Sila (1554)
- Bataille de la Kalâa des Beni Abbès (1559)
- Siège de la Kalâa des Beni Abbès (1590)
- Siège d'Alger (1598)
- Bataille de Guidjel (1638)
- Bataille de Aït Aïssi (1745)
- Bataille des Zouaoua (1746)
- Bataille des Aït Irathen (1754)
- Insurrection de Kabylie (1756)
- Bataille de Draâ El Mizan (1767)
- Bataille de Draâ El Mizan (1768)

Le siège de la Kalâa des Beni Abbès a eu lieu en octobre 1559. Il oppose la régence d'Alger et son allié de circonstance le royaume de Koukou au royaume des Beni Abbès dont la capitale est assiégée.
Afin de se venger de l'expédition du Sultan Abdelaziz de la Kalâa, qui détruit les forts de Medjana et Bordj Bou Arreridj, Hassan Pacha ordonne une expédition contre la capitale du royaume, la Kalâa des Beni Abbès, afin d'anéantir son influence.
Au deuxième jour des combats, le sultan Abdelaziz est tué, son frère le sultan Ahmed Amokrane est désigné pour lui succéder, et ses soldats maintiennent leur position. Au bout de huit jours, Hassan Pacha voyant que ses positions n'évoluent pas, et son armée éprouvant des pertes chaque jour, ainsi que des difficultés liées au terrain, doit se replier,, néanmoins les Turcs rentrèrent à Alger avec la tête du sultan Abdelaziz comme trophée.